# Nikola Ogrodníková
Nikola Ogrodníková (n. 18 august 1990, Ostrava, Cehia) este o aruncătoare de suliță cehă, medaliată olimpică. A participat la două ediții ale Jocurilor Olimpice (2020, 2024) în care a câștigat o medalie de bronz.

## Palmares
| An   | Competiție                              | Locație                | Loc | Eveniment     | Note     |
| ---- | --------------------------------------- | ---------------------- | --- | ------------- | -------- |
| 2007 | Campionatul Mondial de Juniori (sub 18) | Ostrava, Cehia         | 7   | heptatlon     | 5161 pct |
| 2007 | Campionatul European de Juniori         | Hengelo, Țările de Jos | 3   | heptatlon     | 5607 pct |
| 2008 | Campionatul Mondial de Juniori          | Bydgoszcz, Polonia     | 8   | suliță        | 53,94 m  |
| 2008 | Campionatul Mondial de Juniori          | Bydgoszcz, Polonia     | 22  | heptatlon     | 4735 pct |
| 2009 | Campionatul European de Juniori         | Novi Sad, Serbia       | 7   | 100 m garduri | 14,03 s  |
| 2009 | Campionatul European de Juniori         | Novi Sad, Serbia       | 17  | suliță        | 38,50 m  |
| 2011 | Campionatul European de Tineret         | Ostrava, Cehia         | 22  | suliță        | 48,04 m  |
| 2014 | Cupa Europei la aruncări de iarnă       | Leiria, Portugalia     | 5   | suliță        | 57,75 m  |
| 2014 | Campionatul European                    | Zürich, Elveția        | 20  | suliță        | 53,15 m  |
| 2015 | Cupa Europei la aruncări de iarnă       | Leiria, Portugalia     | 7   | suliță        | 56,30 m  |
| 2017 | Campionatul Mondial                     | Londra, Marea Britanie | 19  | suliță        | 59,99 m  |
| 2016 | Cupa Europei la aruncări                | Arad, România          | 12  | suliță        | 50,99 m  |
| 2017 | Campionatul Mondial                     | Londra, Marea Britanie | 19  | suliță        | 59,99 m  |
| 2018 | Campionatul European                    | Berlin, Germania       | 2   | suliță        | 61,85 m  |
| 2018 | Cupa Continentală                       | Ostrava, Cehia         | 7   | suliță        | 56,61 m  |
| 2019 | Campionatul Mondial                     | Doha, Qatar            | 11  | suliță        | 57,24 m  |
| 2021 | Jocurile Olimpice                       | Tokio, Japonia         | 16  | sulița        | 60,03 m  |
| 2022 | Campionatul Mondial                     | Eugene, Statele Unite  | 8   | suliță        | 60,18 m  |
| 2022 | Campionatul European                    | München, Germania      | 12  | suliță        | 54,48 m  |
| 2023 | Campionatul European pe Echipe          | Chorzów, Polonia       | 1   | suliță        | 61,75 m  |
| 2023 | Campionatul Mondial                     | Budapesta, Ungaria     | 28  | suliță        | 54,59 m  |
| 2024 | Campionatul European                    | Roma, Italia           | 5   | suliță        | 61,78 m  |
| 2024 | Jocurile Olimpice                       | Paris, Franța          | 3   | suliță        | 63,68 m  |